# Southpaw (Soundtrack)
Music from and Inspired by the Motion Picture Southpaw ist das Soundtrack-Album zum gleichnamigen Film Southpaw. Es wurde am 24. Juli 2015 über die Labels Shady Records und Interscope Records veröffentlicht. An vielen Liedern ist der US-amerikanische Rapper Eminem, der auch als ausführender Produzent fungierte, beteiligt.

## Beteiligte Künstler
Neben Eminem, der auf vier Liedern zu hören ist (davon zwei als Teil von Bad Meets Evil), sind viele weitere Künstler auf dem Soundtrack vertreten. Der im Juni 2015 bei einem Flugzeugabsturz ums Leben gekommene Filmkomponist James Horner steuerte zwei Stücke zum Album bei. Die Sängerinnen Gwen Stefani und Liz Rodrigues sowie der R&B-Musiker The Weeknd treten jeweils bei einem Song in Erscheinung. Außerdem sind vorrangig Rapper auf dem Album zu hören, darunter 50 Cent, Denaun Porter, Busta Rhymes, KXNG Crooked, Tech N9ne, The Notorious B.I.G., Action Bronson, Joey Badass und Logic sowie die Gruppen Slaughterhouse, PRhyme und Bone Thugs-N-Harmony.

## Produktion
Eminem fungierte bei dem Soundtrack als Executive Producer. Er selbst war an den Produktionen der Instrumentals zu Kings Never Die, This Corner, All I Think About und Phenomenal beteiligt. Weitere Beats stammen von verschiedenen Musikproduzenten, darunter Sean Combs, DJ Khalil, Luis Resto, Mr. Porter, Just Blaze und DJ Premier. Außerdem produzierte James Horner das Intro und Outro des Albums.

## Covergestaltung
Das Albumcover ist in Schwarz-weiß gehalten und zeigt den Hauptdarsteller des Films Southpaw, Jake Gyllenhaal, von der Seite. Er hat den Blick nach unten gerichtet und auf seinem Oberkörper sind die anderen Darsteller des Films zu sehen. Im rechten Teil des Bildes stehen die Schriftzüge Southpaw und Music from and Inspired by the Motion Picture in Rot bzw. Schwarz.

## Titelliste
| #  | Titel                      | Künstler                                                               | Produzent                                  | Länge |
| -- | -------------------------- | ---------------------------------------------------------------------- | ------------------------------------------ | ----- |
| 1  | Cry for Love (Part 1)      |                                                                        | James Horner                               | 1:27  |
| 2  | Kings Never Die            | Eminem, Gwen Stefani                                                   | DJ Khalil, Eminem (Add)                    | 4:56  |
| 3  | Beast (Southpaw Remix)     | Rob Bailey, The Hustle Standard, Busta Rhymes, KXNG Crooked, Tech N9ne | Charley Hustle                             | 4:39  |
| 4  | This Corner                | Denaun Porter                                                          | Eminem, Luis Resto (Add), Mr. Porter (Add) | 3:53  |
| 5  | What About the Rest of Us? | Action Bronson, Joey Badass, Rico Love                                 | Rico Love, Kasanova                        | 4:12  |
| 6  | Raw                        | Bad Meets Evil                                                         | Sarom, Jay CertiFYD                        | 3:40  |
| 7  | R.N.S.                     | Slaughterhouse                                                         | AraabMuzik, Just Blaze                     | 3:39  |
| 8  | Wicked Games               | The Weeknd                                                             | Doc McKinney, Illangelo                    | 5:24  |
| 9  | All I Think About          | Bad Meets Evil                                                         | Eminem, Luis Resto (Add)                   | 6:12  |
| 10 | Drama Never Ends           | 50 Cent                                                                | Frank Dukes                                | 3:16  |
| 11 | Mode                       | PRhyme, Logic                                                          | DJ Premier                                 | 3:01  |
| 12 | Notorious Thugs            | The Notorious B.I.G., Bone Thugs-N-Harmony                             | Stevie J., Sean Combs (for The Hitmen)     | 6:07  |
| 13 | Phenomenal                 | Eminem, Liz Rodrigues                                                  | Eminem, Luis Resto (Add)                   | 4:43  |
| 14 | Cry for Love (Part 2)      |                                                                        | James Horner                               | 1:33  |

## Chartplatzierungen und Singles
Das Album stieg am 31. Juli 2015 auf Platz 61 in die deutschen Charts ein und hielt sich zwei Wochen in den Top 100. In den Vereinigten Staaten erreichte der Soundtrack Rang fünf der Albumcharts und konnte sich neun Wochen in den Top 200 halten.
| ChartsChartplatzierungen       | Höchstplatzierung | Wochen |
| ------------------------------ | ----------------- | ------ |
| Deutschland (GfK)              | 61 (2 Wo.)        | 2      |
| Österreich (Ö3)                | 70 (1 Wo.)        | 1      |
| Schweiz (IFPI)                 | 43 (2 Wo.)        | 2      |
| Vereinigte Staaten (Billboard) | 5 (9 Wo.)         | 9      |

Bereits am 2. Juni 2015 wurde der Song Phenomenal von Eminem als Single ausgekoppelt. Das Lied konnte sich für eine Woche auf Rang 47 in den US-amerikanischen Charts platzieren. Die zweite Single Kings Never Die, auf der Eminem von Gwen Stefani unterstützt wird, erschien am 10. Juli und erreichte Position 80 der US-Charts. Als drittes wurde der Track R.N.S. von Slaughterhouse am 17. Juli 2015 veröffentlicht.